# Bee (Nebraska)
Bee è un comune degli Stati Uniti d'America, situato nello Stato del Nebraska, nella contea di Seward.